# Will Forte
Orville Willis "Will" Forte (Condado de Alameda; 17 de junio de 1970) es un cómico, actor y escritor estadounidense. Forte es miembro del elenco de Saturday Night Live y ha aparecido en American Dad!, Flight of the Conchords, That '70s Show, y Tim and Eric Awesome Show, Great Job!. Forte desempeñó el papel principal en la película de MacGruber (2010). Aparece también en el capítulo 18 de la tercera temporada de How I Met Your Mother. Desde 2009 hasta 2013 dio voz al director Farquhare en la serie The Cleveland Show. Su papel más reciente fue en The Last Man On Earth como Phil Tandy Miller.

## Vida personal
Forte reside Santa Monica, California. Salió con su cosestrella de Last Man on Earth, January Jones, en 2015. Desde finales de 2019, ha estado comprometido con Olivia Modling, a quien conoció en 2018. Tuvieron su primera hija Zoe el 15 de febrero de 2021.
Forte ha hablado de su trastorno obsesivo-compulsivo.

## Filmografía

### Cine
| Año  | Título                                    | Rol                   | Notas            |
| ---- | ----------------------------------------- | --------------------- | ---------------- |
| 2004 | La vuelta al mundo en 80 días             | Policía Bobby         |                  |
| 2006 | La Fiesta de la Cerveza                   | Otto                  |                  |
| 2007 | Los Hermanos Solomon                      | Dean Solomon          | Escritor         |
| 2008 | Una Mama para Mi Bebe                     | Scott                 |                  |
| 2008 | Extreme Movie                             | Writer                |                  |
| 2009 | El Concurso del Salmon                    | Horace the Lone Diner | Cameo            |
| 2009 | Entrevistas Breves con Hombres Repulsivos | Subject #72           |                  |
| 2009 | Fanboys                                   | THX Security Guard #4 |                  |
| 2009 | Cloudy with a Chance of Meatballs         | Joe Towne             | Voz              |
| 2010 | MacGruber                                 | MacGruber             | También escritor |
| 2011 | A Good Old Fashioned Orgy                 | Glenn                 |                  |
| 2012 | Tim and Eric's Billion Dollar             | Allen Bishopman       |                  |
| 2012 | La era del Rock                           | Mitch Miley           |                  |
| 2012 | That's My Boy                             | Phil                  |                  |
| 2012 | The Watch                                 | Sergeant Bressman     |                  |
| 2013 | Grow Ups 2                                | Male Cheerleader      | Cameo            |
| 2013 | Correr & Saltar                           | Ted                   |                  |
| 2013 | Cloudy with a Chance of Meatballs 2       | Chester V             | Voz              |
| 2013 | Life of Crime                             | Marshall Taylor       |                  |
| 2013 | Nebraska                                  | David Grant           |                  |
| 2014 | The Lego Movie                            | Abraham Lincoln       |                  |
| 2014 | Ella se Divierte a Su Manera              | Joshua Fleet          |                  |
| 2015 | Don Verdean                               | Pastor Fontaine       |                  |
| 2015 | Verano en Staten Island                   | Griffith              |                  |
| 2015 | The Ridiculous 6                          | Will Patch            |                  |
| 2016 | Keanu                                     | Hulka                 |                  |
| 2016 | Popstar: Never Stop Never Stopping        | Bagpipe Player        | Cameo            |
| 2017 | A Futile and Stupid Gesture               | Doug Kenney           |                  |
| 2019 | Extra Ordinary                            | Christian Winter      |                  |
| 2019 | Booksmart                                 |                       |                  |
| 2019 | Good Boys                                 |                       |                  |
| 2020 | Scoob                                     | Shaggy Rogers         | Voz              |
| 2020 | The Willoughbys                           | Tim Willoughby        | Voz              |
| 2021 | America: The Motion Picture               | Abraham Lincoln       | Voz              |
| 2023 | Strays                                    | Doug                  |                  |
| 2024 | Thelma la unicornio                       | Otis                  |                  |

### Televisión
| Año         | Título                             | Rol               | Notas            |
| ----------- | ---------------------------------- | ----------------- | ---------------- |
| 2002 - 2010 | Saturday Night Live                | MacGruber y otros |                  |
| 2008 - 2011 | How I Met Your Mother              | Randy             |                  |
| 2010 - 2012 | Kick Buttowski: Suburban Daredevil | Gordon Gibble     | Rol recurrente   |
| 2012 - 2014 | Lab Rats                           | Eddy              | Papel secundario |
| 2015 - 2018 | The Last Man on Earth              | Phil Tandy Miller | Papel principal  |
| 2025        | Win or Lose                        | Entrenador Dan    | Papel principal  |